# Casa dei Tre Oci
Casa dei Tre Oci – pałac położony na wyspie Giudecca w Wenecji, zaprojektowany przez artystę Mario de Maria (Marius Pictor) i zbudowany w 1913 roku, jest jednym z najważniejszych przykładów architektury neogotyckiej w tym mieście. Zakupiony w 2000 roku przez Fondazione di Venezia, służy od 2012 roku jako centrum wystawowe, zwłaszcza fotografii.

## Historia
Budynek został zaprojektowany i zbudowany między 1912 a 1913 rokiem przez malarza Mario de Maria (1852-1924) jako dom dla upamiętnienia jego ulubionej córki Silvii, zmarłej kilka lat wcześniej. Trzy okna w elewacji budynku reprezentują trzech żyjących członków rodziny artysty: jego samego, żony Emilii Voight i ich syna Astolfo, natomiast okno powyżej symbolizuje ich zmarłą córkę. Wątki neogotyckie w architekturze budynku posłużyły jedynie za punkt wyjścia, po czym zostały opracowane w interesujących połączeniach. Ponieważ pałacyk był pomyślany również jako pracownia artysty, trzy duże okna w fasadzie miały za zadanie oświetlenie wnętrza atelier. 
Po śmierci Mario de Marii w pałacyku mieszkał i pracował jego syn Astolfo wraz z żoną Adele. W okresie późniejszym, aż do lat 80. budynek służył różnym celom artystycznym i kulturalnym, w tym artystom biorącym udział w weneckim Biennale, jak Dario Fo, który w 1985 roku wykorzystywał jego wnętrze jako salę prób do swej sztuki Arlekin. Budynek gościł w swych podwojach wielu uznanych twórców i działaczy kultury, takich jak Vittore Grubicy de Dragon, Friedensreich Hundertwasser i Giorgio Morandi. 
Ze względu na swe walory architektoniczne został uznany w 2007 roku przez Direzione Regionale per i Beni Culturali e Paesaggistici del Veneto za obiekt o znaczeniu historycznym i artystycznym. Po zakupieniu go w 2000 roku przez Polymnię, stowarzyszenie w ramach Fondazione di Venezia Casa dei Tre Oci została w 2012 roku udostępniona publiczności jako centrum wystawowe sztuki współczesnej, ze szczególnym zwróceniem uwagi na fotografię. Inauguracyjną wystawą nowej placówki był przegląd dorobku Elliotta Erwitta, Elliott Erwitt. Personal Best (30 marca–15 lipca 2012). 

## Zbiory
W Casa dei Tre Oci przechowywane są zbiory fotograficzne będące własnością Fondazione di Venezia: Fondo de Maria i Fondo Italo Zannier. Dwa pokoje zostały poświęcone rodzinie de Maria; znajdują się w nich oryginalne meble oraz zbiór obrazów i rysunków.

### Fondo De Maria
Fondo De Maria, zakupiony przez Fondazione di Venezia w 2000 roku, zawiera 105 tysięcy zdjęć: czarno-białych i w kolorowych, czarno-białych negatywów, kolorów slajdów i zdjęć próbnych wykonanych przez poszczególnych członków rodziny de Maria. Są tu odbitki albuminowe Mario de Marii, fotografie wykonane przez Adele Quarti Trevano, albumy rodzinne, podróżnicze i zbiory dokumentalne.

### Fondo Italo Zannier
Fondo Italo Zannier, nabyty przez Fondazione di Venezia w 2007 roku, stanowi ważny punkt odniesienia, jeśli chodzi o zrozumienie i poznanie historii włoskiej fotografii. Składa się on z tematycznego zbioru książek, broszur i czasopism obejmujących okres od wynalezienia fotografii (1839) do dziś. Fotografie znajdujące się w jego zbiorach są dziełem wybitnych artystów włoskich i światowych.